# Ninpū Sentai Hurricanger
Ninpū Sentai Hurricanger (jap. 忍風戦隊ハリケンジャー Ninpū Sentai Harikenjā) – japoński serial z gatunku tokusatsu z roku 2002. Jest dwudziestym szóstym serialem z sagi Super Sentai stworzonym przez Toei Company. Emitowany był na kanale TV Asahi od 17 lutego 2002 roku do 9 lutego 2003. Serial liczył 51 odcinków. Jego amerykańską adaptacją jest serial Power Rangers Ninja Storm.

## Fabuła
W szkole dla młodych ninja Hayate trójka studentów-obiboków – Yōsuke, Nanami i Kōta, nie pasuje do reszty. Ich mistrz twierdzi, że mają jednak w sobie ukryty potencjał na zostanie wspaniałymi wojownikami i stara się na poważnie i bezlitośnie wyszkolić tych leniów na ninja. Podczas ceremonii ukończenia nauki, Kosmiczni Ninja Jakanja zaatakowali szkołę Hayate i zabili większość absolwentów. Mistrz Hinata zmienia się w chomika aby uciec przed wrogiem. Yōsuke, Nanami i Kōta zostają przez niego zabrani do tajnej bazy pod szkołą, gdzie stają się Hurricangersami, którzy mają za zadanie pokonać Jakanję. Niedługo później spotykają dwójkę wojowników ze szkoły Ikazuchi – Gouraigersów oraz tajemniczego wojownika Shurikengera.

## Postacie pozytywne
Hurricangersi, Gouraigersi i Shurikenger biorą udział w Wojnie Legend w Kaizoku Sentai Gokaiger. Trójka Hurricangersów pojawia się wtedy także w ludzkiej postaci.

### Hurricangersi
Jest to trójka kiepskich uczniów ze szkoły ninja Hayate, którzy jako jedyni przetrwali atak Jakanjy na szkołę. Trójka Hurricanegersów pojawia się w Gokaiger, gdzie walczą ramię w ramię z tytułowymi bohaterami i ujawniają im sekret mocy ich kluczy.
- Yōsuke Shiina (jap. 椎名 鷹介 Shiina Yōsuke) / Hurricane Czerwony (jap. ハリケンレッド Hariken Reddo; Hurricane Red) – lider zespołu. Jest Ninją Przestworzy (jap. 空忍 Soranin), specjalizuje się w technikach powietrznych. Pracuje w zmywaniu okien wieżowców. Yōsuke jest odważny, zdeterminowany wobec niebezpieczeństwa, lecz niezbyt inteligentny i nie patrzy na przeszkody.
  - Ninpō: Sanmi Ittai Toripuru Hurricane (jap. 三身一体トリプルハリケーン Sanmi Ittai Toripuru Harikēn), Chō Ninpō Sora Gake (jap. 超忍法・空駆け), Chō Ninpō Maboroshi Henge (jap. 超忍法・幻変化), Chō Ninpō Hiunjaku (jap. 超忍法・飛雲雀)
  - Broń: Hurricane Gyro, Hayatemaru, Dry Gun, Czerwona Lotnia
  - Maszyny: Hurricane Jastrząb
- Nanami Nono (jap. 野乃 七海 Nono Nanami) / Hurricane Niebieska (jap. ハリケンブルー Hariken Burū; Hurricane Blue) – jedyna dziewczyna w grupie. Jest Ninją Wody (jap. 水忍 Mizunin), specjalizuje się w technikach z użyciem wody. Chciałaby zostać sławną piosenkarką. Podkochuje się z wzajemnością w Isshū. Pojawia się także w filmie Boukenger vs. Super Sentai, gdzie jest członkinią drugiej "Drużyny Marzeń".
  - Ninpō: Sanmi Ittai Toripuru Hurricane (jap. 三身一体トリプルハリケーン Sanmi Ittai Toripuru Harikēn), Chō Ninpō Suiryūha (jap. 超忍法・水流破), Chō Ninpō Mizu Henge (jap. 超忍法・水変化), Chō Ninpō Minamo Bashiri (jap. 超忍法・水面走り), Ninpō Mizubashira (jap. 忍法・水柱), Ninpō Konoha Gaeshi (jap. 忍法・木の葉返し)
  - Broń: Hurricane Gyro, Hayatemaru, Sonic Megaphone, Niebieska Lotnia
  - Maszyny: Hurricane Delfin
- Kōta Bitō (jap. 尾藤 吼太 Bitō Kōta) / Hurricane Żółty (jap. ハリケンイエロー Hariken Ierō; Hurricane Yellow) – trzeci z grupy, odwrotność Yōsukego. Jest Ninją Lądu (jap. 陸忍 Okanin), specjalizuje się w technikach z użyciem gleby a także klonowaniu się. Najsprytniejszy i najsilniejszy Hurricanger. Na co dzień pracuje jako wolontaiusz w domu spokojnej starości. Ma młodszą siostrę Meiko. Kōta będąc dzieckiem stracił rodziców i wraz z Meiko zamieszkał w domu dziecka.
  - Ninpō: Sanmi Ittai Toripuru Hurricane (jap. 三身一体トリプルハリケーン Sanmi Ittai Toripuru Harikēn), Chō Ninpō Mai Jishi (jap. 超忍法・舞獅子), Yellow Happō Kuzushi (jap. イエロー八方崩し Ierō Happō Kuzushi), Chō Ninpō Suna Bakushin (jap. 超忍法・砂驀進), Chō Ninpō Shishi Suberi (jap. 超忍法・獅子滑), Oka Ninpō Kamereon no Jutsu (jap. 陸忍法・カメレオンの術), Hayate Ryū Ninpō Inu no Hana (jap. 疾風流忍法・犬の鼻)
  - Broń: Hurricane Gyro, Hayatemaru, Quake Hammer, Żółta Lotnia
  - Maszyny: Hurricane Lew

### Gouraigersi
Dwaj bracia Kasumi (霞兄弟 Kasumi-kyōdai)/Gouraigersi (jap. 電光石火ゴウライジャー Denkōsekka Gōraijā) to ninja ze szkoły Ikazuchi, synowie jej dyrektora, jak również jej jedyni ocalali studenci. Otrzymali od ojca systemy Gouraigersów. Z początku nienawidzili Hurricangersów, jednak potem postanowili do nich dołączyć. Obydwaj bracia pracują jako robotnicy na budowie.
- Ikkō Kasumi (jap. 霞 一甲 Kasumi Ikkō) / Kabuto Raiger (jap. カブトライジャー Kabuto Raijā) – karmazynowy wojownik, starszy z braci. Jest Ninją Rogu (jap. 角忍 Tsunonin). Chciał z początku uczynić szkołę Ikazuchi najlepszą poprzez pokonanie Hurricangersów. Jego nienawiść do rywali była ogromna. Kiedy został potraktowany dziwnym gazem, Ikkō postanowił także zabić własnego brata, jednak ich więź pozwoliła go zatrzymać. Ikkō porzucił swoje chore ambicje i wraz z Isshū dołączyli do Hurricangersów.
  - Ninpō: Chō Ninpō Maboroshi Kabuto (jap. 超忍法・幻カブト), Ikazuchi Ryū Ninpō Kabuto Utsushi (jap. 迅雷流忍法・カブトうつし)
  - Broń: Gourai Changer, Ikazuchimaru, Horn Breaker
  - Maszyny: Gourai Żuk
- Isshū Kasumi (jap. 霞 一鍬 Kasumi Isshū) / Kuwaga Raiger (jap. クワガライジャー Kuwaga Raijā) – granatowy wojownik, młodszy z braci. Jest Ninją Kła (jap. 牙忍 Kibanin) Nie jest aż tak nerwowy i dążący do celu jak Ikkō, jednak posłusznie wykonuje jego polecenia. Zamiast pokonać uczniów Hayate, Isshū marzył o odbudowie szkoły Ikazuchi poprzez pokojowe współzawodnictwo. Odnalazł przeklętą broń ich ojca zwaną Kiraimaru (kirai znaczy nienawiść) i używając jej przekonał się o tym, że zaczął nienawidzić wszystkich. Jest zakochany z wzajemnością w Nanami.
  - Ninpō: Chō Ninpō Kiba Inazuma (jap. 超忍法・牙稲妻), Chō Ninpō Utsuri Mi (jap. 超忍法・移り身)
  - Broń Gourai Changer, Ikazuchimaru, Fang Breaker
  - Maszyny: Gourai Rogacz

### Shurikenger
Shurikenger (jap. シュリケンジャー Shurikenjā) – zielony wojownik, znany też jako "Ninja o 20 twarzach" oraz Ninja Niebios (jap. 天空忍者 Tenkū Ninja), reprezentant Zjednoczonej Kosmicznej Szkoły Ninja. Dawniej był wzorowym studentem szkoły Hayate i kandydatem na Hurricangersa, ale z niewiadomych przyczyn zniknął i stał się tzw. nukeninem. Po spotkaniu Gozen, która przygarnęła go, ninja w zamian postanowił być jej całkowicie oddanym. Stał się Shurikengersem i nie mógł więcej wrócić do swej prawdziwej postaci ani też użyć swojej prawdziwej tożsamości. Jest on dosyć komiczną postacią, o czym świadczą jego zachowanie oraz mieszanie japońskich słów z łamaną angielszczyzną (między innymi jego sztandarowa kwestia: "I am Ninja of the Ninja"). Zwykle na początku Shurikenger przybiera wygląd zwykłej osoby, a następnie gdy sytuacja wydaje się beznadziejna, znowu przemienia się w Shurikengersa za pomocą Kuli Shuriken i ratuje innych. Posiada dodatkowo drugą formę zwaną Trybem Ognia (ファイヤーモード (jap. Faiā Mōdo Fire Mode) – zrzuca wtedy swą zbroję i przekręca kask na drugą stronę, co czyni go szybszym i silniejszym. Shurikenger wierzył w zasadę, że zawsze i bezwzględnie musi wykonać polecenia przełożonych. Poczucie przyjaźni do Hurricangersów i Gouraigersów zwyciężyło, a Shurikenger naruszył tę zasadę wtedy, gdy pozostali wojownicy byli w niebezpieczeństwie, a Gozen nie pozwoliła mu udzielić im pomocy. Mocno przeżył śmierć swej mistrzyni, wtedy też postanowił trenować innych, jednak pozostał skryty z uczuciami. Gdy został śmiertelnie ranny przez Sandaaru wyjawił bohaterom prawdę o sobie, zagrzał ich do walki i oddał Yōsuke Kulę Shuriken, za pomocą której mogli wyśledzić Sandaaru. Shurikenger ostatecznie ginie w ataku kamikaze Tenkūjina na Satarakurę, jednak w filmie pojedynkowym z Abarangersami okazuje się, że przeżył.
W trakcie akcji serialu Shurikenger przybrał postać 10 różnych ludzi. Warto zaznaczyć, że wszyscy aktorzy, którzy grali jego ludzkie formy byli przedtem odtwórcami ról innych wojowników:
- Tarō Kakio – Hayato Ōshiba (Kenta Date / Mega Czerwony)
- Roppei Tsuzumi – Ryūichirō Nishioka (Matoi Tatsumi / Go Czerwony)
- Kazuya Misaki – Masaya Matsukaze (Shun Namiki / Mega Niebieski)
- Yūsaku Ramon – Toshiya Fuji (Gaku Hoshikawa / Five Czerwony)
- Yoshinari Hashimoto – Yoshihiro Masujima (Naoki Domon / Niebieski Rajdowiec)
- Kazuma Namekawa – Yūji Kishi (Kyōsuke Jinnai / Czerwony Rajdowiec)
- Teppei Sakaki – Shūhei Izumi (Domon / Time Żółty)
- Sanpei Hamada – Tatsuya Nōmi (Daigo / Lew Ranger)
- Jō Kikuchi – Masaru Shishido (Gorō Hoshino / Oh Czerwony)
- Retsudō – Kenji Ōba (Shirō Akebono / Battle Kenia, Daigorō Ōme / Denji Niebieski, Gavan)

### Pomocnicy
- Mugensai Hinata (jap. 日向 無限斎 Hinata Mugensai) – dyrektor szkoły Hayate, mentor Hurricangersów. Podczas ataku Jakanjy na szkołę użył specjalnej techniki, która zmieniła go w chomika. Niestety mistrz zapomniał zaklęcia przywracającego do ludzkiej postaci. Choć uważał Yōsukego, Kōtę i Nanami za obiboków widział w nich potencjał, ponieważ czuł, że to oni staną się legendarnymi Hurricangersami. Pod swoją opiekę Hinata wziął też braci Kasumi, którzy przyłączyli się Hurricangersów po długiej rywalizacji.
- Oboro Hinata (jap. 日向 おぼろ Hinata Oboro) – córka mistrza Hinaty, jest twórczynią całego arsenału Hurricangersów. Mówi w dialekcie Kansai.
- Kagura/Pani Gozen (jap. 覚羅/御前様 Kagura/Gozen-sama) – mistrzyni Shurikengera.

### Broń
- Hurricane Gyro (jap. ハリケンジャイロ Hariken Jairo) – bransoletki będąca modułem przemiany trójki Hurricangersów. Na każdej z nich znajduje się medal z symbolem właściwym dla każdego wojownika. Aby przemienić się należy powiedzieć "Ninpū Shinobi Change" (jap. 忍風・シノビチェンジ! Ninpū Shinobi Chenji!), po czym rozkręcić medal.
- Hayatemaru (jap. ハヤテ丸) – miecze Hurricangersów noszone na plecach w kaburze. Hurricangersi mogą wzmocnić moc ich cięć lub odczepić je wraz z ich pochwą i zmienić je w karabiny laserowe.
- Triple Gadget (jap. トリプルガジェット Toripuru Gajetto) – działo będące ostateczną bronią Hurricangersów. Powstaje z połączenia ich trzech osobistych broni, a w zależności od kolejności, w jakiej zostały połączone, działo może wystrzelić na 3 różne sposoby. Może się połączyć z Double Gadgetem w Victory Gadgeta.
  - Dry Gun (jap. ドライガン Dorai Gan) – pistolet laserowy Hurricane Czerwonego, przypomina głowę jastrzębia i suszarkę. Umieszczony na przedzie Triple Gadgeta (przy czym Quake Hammer w środku, a Sonic Megaphone z tyłu) tworzy Dry Gadgeta (jap. ドライガジェット Dorai Gajetto) wystrzeliwującego płomienie.
  - Sonic Megaphone (jap. ソニックメガホン Sonikku Megahon) – megafon Hurricane Niebieskiej w kształcie płetwy. Wystrzeliwuje fale dźwiękowe, które paraliżują przeciwnika. Umieszczony na przedzie Triple Gadgeta (przy czym Dry Gun w środku, a Quake Hammer z tyłu) tworzy Sonic Gadgeta (jap. ソニックガジェット Sonikku Gajetto) wystrzeliwującego pocisk dźwiękowy o dużej wysokości drgań.
  - Quake Hammer (クエイクハンマー Kueiku Hanmā) – młot bojowy Hurricane Żółtego z obuchem w kształcie lwiej głowy. Umieszczony na przedzie Triple Gadgeta (przy czym Sonic Megaphone w środku, a Dry Gun z tyłu) tworzy Quake Gadgeta (クエイクガジェット Kueiku Gajetto) wystrzeliwującego stutonową kulę, która spada na przeciwnika i go miażdży.
- Hurricane Wingery (ハリケンウインガー Hariken Uingā) – lotnie Hurricangersów. Każdy z nich posiada lotnię w swoim kolorze i ze swym symbolem.
- Gourai Changer (ゴウライチェンジャー Gōrai Chenjā) –  bransoletki w kształcie żuków będące modułem przemiany Gouraigersów. W każdej z nich znajduje się medal z symbolem właściwym dla każdego z wojowników oraz na jej przedzie znajdują się rogi (rohatyńca japońskiego u Kabuto Raigera, jelonka rogacza u Kuwaga Raigera). Aby przemienić się należy powiedzieć "Jinrai Shinobi Change" (迅雷・シノビチェンジ! Jinrai Shinobi Chenji!), po czym wcisnąć przycisk na dole, który otwiera skrzydła urządzenia ukazując medal. W odczepionej od nadgarstka postaci służą również do wzywania maszyn Gouraigersów.
- Ikazuchimaru (イカヅチ丸) – specjalne kije połączony z mieczami będące głównym orężem Gouraigersów. Ikazuchimaru posiada kilka trybów- miecza, włóczni, kolistej tarczy oraz shurikena w kształcie krzyża. Kuwaga Raiger może połączyć Stag Breakera ze swoim Ikazuchimaru.
- Double Gadget (ダブルガジェット Daburu Gajetto) – działo będące ostateczną bronią Gouraigersów. Powstaje z połączenia ich osobistych broni. Wystrzeliwuje w przeciwnika kulę elektryczną. Może się połączyć z Triple Gadgetem w Victory Gadgeta.
  - Horn Breaker (ホーンブレイカー Hōn Bureikā) – pistolet laserowy Kabuto Raigera, przypomina wyrzutnię dysków w kształcie rogów rohatyńca japońskiego.
  - Stag Breaker (スタッグブレイカー Sutaggu Bureikā) – szczypce Kuwaga Raigera w kształcie rogów jelonka rogacza. Mogą się połączyć z Ikazuchimaru w broń przypominającą widły.
- Bari Thundery (バリサンダー Bari Sandā) – motocykle Gouraigersów będące ich środkiem transportu.
- Victory Gadget (ビクトリーガジェット Bikutorī Gajetto) – działo powstające z połączenia Double Gadgeta i Triple Gadgeta (w formie Quake Gadget), najsilniejsza broń Hurricangersów i Gouraigersów. Wystrzeliwuje kulę energii niszczącą przeciwnika.
- Kula Shuriken (シュリケンボール Shuriken Bōru, Shuriken Ball) – kuliste zielone urządzenie używane przez Shurikengera do przemiany za pomocą zdania "Tenkū Shinobi Change" (天空・シノビチェンジ! Tenkū Shinobi Chenji!), a także do kopiowania ludzkiego wyglądu. Służy też do kontroli Tenkūjina.
- Kij Shuriken (シュリケンズバット Shurikenzu Batto, Shuriken's Bat) – broń Shurikengera będąca mieczem, który razem z pochwą przypomina kij baseballowy. Może służyć także jako mikrofon oraz drążek sterowniczy Tenkūjina.
- Ninjamisen (ニンジャミセン) – specjalny instrument przypominający shamisen, który służy do przywoływania Rewolwer Mamuta. Aktywuje się go poprzez umieszczenie w nim miecza (Hayatemaru, Ikazuchimaru lub Kija Shuriken) i gra się na nim za pomocą plektronu. Początkowo używał go tylko Shurikenger, ale Hurricangersi i Gouraigersi zostali potem przez niego nauczeni gry na Ninjamisen.

### Maszyny Shinobi
Roboty w serialu nazywa się Gigantami Karakuri (jap. 絡繰巨漢 Karakuri Kyokan).
- Senpūjin (jap. 旋風神; Bóg Wichury) – robot Hurricangersów, który powstaje z połączenia ich trzech maszyn. Posiada dodatkowo zwinniejszy tryb – Przyśpieszony Senpūjin (jap. 旋風神ハリアー Senpūjin Hariā; Senpūjin Hurrier), który działa 1 minutę. Robot uzbrojony jest w różne bronie, jednak jego głównym orężem jest miecz Sword Slasher. Jest kontrolowany przez wojowników z trzech różnych kokpitów.
  - Hurricane Jastrząb (jap. ハリケンホーク Hariken Hōku; Hurricane Hawk) – maszyna powietrzna Hurricane Czerwonego przypominająca ptaka. Jest ukrywana pod postacią samolotu na lotnisku. Formuje głowę Senpūjina.
  - Hurricane Delfin (jap. ハリケンドルフィン Hariken Dorufin; Hurricane Dolphin) – maszyna wodna Hurricane Niebieskiej przypominająca delfina. Jest ukrywana pod postacią statku. Formuje prawą rękę Senpūjina.
  - Hurricane Lew (jap. ハリケンレオン Hariken Reon; Hurricane Leon) – maszyna lądowa Hurricane Żółtego przypominająca lwa. Największa z trzech maszyn, jest ukrywana pod postacią diabelskiego młyna w lunaparku. Formuje tors, nogi oraz lewą rękę Senpūjina.
- Gōraijin (jap. 轟雷神; Bóg Grzmotu) – robot Gouraigersów, który powstaje z połączenia ich dwóch maszyn. Podobnie jak Senpūjin, Gōraijin posiada szereg broni, w tym główną- siekierę z 4 ostrzami zwaną Plant Axe.
  - Gourai Żuk (jap. ゴウライビートル Gōrai Bītoru; Gourai Beetle) – czołg Kabuto Raigera przypominający rohatyńca japońskiego. Uzbrojony jest w działo w rogu oraz kilka karabinów maszynowych. Porusza się na gąsienicach. Formuje głowę, tors oraz ręce Gōraijina.
  - Gourai Rogacz (jap. ゴウライスタッグ Gōrai Sutaggu; Gourai Stag) – czołg Kuwaga Raigera przypominający jelonka rogacza. Uzbrojony jest w szczypce. Porusza się na 6 kołach. Formuje nogi oraz osłonę torsu Gōraijina.
- Gōraisenpūjin (jap. 轟雷旋風神; Bóg Grzmotu i Wichury) – jest to połączenie Senpūjina i Gōraijina. By doszło do tego połączenia, wojownicy muszą użyć Kul Karakuri nr 7 i 8, dzięki którym powstaje mały robot zwany Fūraimaru (jap. 風雷丸) który formuje maskę oraz pięści formacji. Z wyglądu i sposobu połączenia Gōraisenpūjin jest prawdopodobnie nawiązaniem do Super Live Robota.
- Tenkūjin (jap. 天空神; Bóg Niebios) – osobisty robot Shurikengera posiadający dwa tryby – helikoptera i robota. Głównym orężem tego robota jest broń przypominająca jojo zwana Bee Spinner. Tenkūjin jest w stanie połączyć się w dodatkowe formacje z Senpūjinem i Gōraijinem. Za pomocą Tricondora trzy roboty mogą się połączyć w Tenraisenpūjina.
  - Tenkūsenpūjin (jap. 天空旋風神) – połączenie Tenkūjina i Senpūjina. W tej formacji Tenkūjin w formie helikoptera wchodzi na miejsce Hurricane Delfina jako prawa ręka robota.
  - Tenkūgōraijin (jap. 天空轟雷神) – połączenie Tenkūjina i Gōraijina. W tej formacji Tenkūjin stanowi plecy, śmigła i działka robota.
- Tenraisenpūjin (jap. 天雷旋風神; Bóg Niebios, Grzmotu i Wichury) – najsilniejsza formacja w serialu będąca połączeniem Senpūjina (bez Hurricane Delfina), Gōraijina i Tenkūjina. By doszło do połączenia wojownicy muszą użyć Kul Karakuri nr 15, 16 i 17, dzięki którym powstaje mały samolot podobny do ptaka o nazwie Tricondor (トライコンドル Toraikondoru), który formuje maskę i pięści formacji. Tenkūjin zajmuje centralną pozycję w formacji tworząc na jej torsie wielki wiatrak ze swych śmigieł. Tenraisenpūjin zadebiutował w wersji kinowej, ale pierwszy raz w serialu użyto go w 37 odcinku by zniszczyć Manmarubę.
- Rewolwer Mamut (jap. リボルバーマンモス Riborubā Manmosu; Revolver Mammoth) – gigantyczna maszyna przypominająca mamuta, aktywowana przez grę na Ninjamisen. Może wystrzeliwać Kule Karakuri, a także połączyć się z Gōraisenpūjinem lub Tenraisenpūjinem.
- Tenkūgōraisenpūjin (jap. 天空轟雷旋風神) – formacja utworzona w Hurricanger vs. Gaoranger, w której Tenkūjin wchodzi w miejsce lewej ręki Gōraisenpūjina. Jest to jedyna formacja, którą tworzą wszystkie osobiste maszyny wojowników.

### Kule Karakuri
- Sword Slasher (ソードスラッシャー Sōdo Surasshā) – miecz przypominający smoka, który jest podstawowym orężem Senpūjina. Może być również użyty przez Gōraijina. W tym pierwszym przypadku aktywowany jest poprzez trzy osobiste medale Hurricangersów, w drugim przez Kuwaga Raigera pojedynczym medalem ze znakiem 鉾 (włócznia). Jest przechowywany w kuli z numerem 01. Atakiem ostatecznym tej broni jest Widmowe Cięcie Klonów (分身幻斬り Bunshin Maboroshi Giri), w którym Senpūjin tworzy dwa klony samego siebie, które wraz z nim tną przeciwnika.
- Goat Hammer (jap. ゴートハンマー Gōto Hanmā) – broń przypominająca kendamę powstała z połączenia Goat Crushera i Tortoise Hammera.
  - Goat Crusher (jap. ゴートクラッシャー Gōto Kurasshā) – młot bojowy w kształcie baraniej głowy, aktywowany przez Hurricane Żółtego za pomocą medalu ze znakiem 鎚 (młot) i przechowywany w kuli z numerem 02. Może połączyć się ze Tortoise Hammerem.
  - Tortoise Hammer (jap. トータスハンマー Tōtasu Hanmā) – broń w kształcie kuli na łańcuchu przypominającej żółwia, aktywowana przez Hurricane Niebieskiego za pomocą medalu ze znakiem 甲 (zbroja) i przechowywana w kuli z numerem 03. Może połączyć się ze Goat Crusherem.
- Plant Axe (jap. プラントアックス Puranto Akkusu) – podstawowa broń Gōraijina, topór z czterema obracającymi się ostrzami przypominający kwiat. Jest aktywowany przez Kabuto Raigera medalem ze znakiem 車 (pojazd) i przechowywany w kuli z numerem 04. Może połączyć się z rogami Gourai Staga. Ostateczny atak tej broni to Wyjące Obrotowe Cięcie (jap. 大回転轟斬り Daikaiten Todoroki Giri).
- Gatling Attacker (jap. ガトリングアタッカー Gatoringu Atakkā) – kombinacja Gatling Leo i Squid Attackera. Przypomina wyglądem wiertarkę połączoną z karabinem maszynowym.
  - Gatling Leo (jap. ガトリングレオ Gatoringu Reo) – działko maszynowe przypominające lwa, aktywowane przez Hurricane Żółtego za pomocą medalu ze znakiem 銃 (działo) i przechowywane w kuli z numerem 05. Może połączyć się ze Squid Attackerem.
  - Squid Attacker (jap. スクイドアタッカー Sukuido Atakkā) – wiertło przypominające kałamarnicę, aktywowane przez Hurricane Niebieskiego za pomocą medalu ze znakiem 錐 (wiertło) i przechowywane w kuli z numerem 06. Może podczepić się do kolana Senpūjina oraz połączyć się z Gatling Leo.
- Fūraimaru (jap. 風雷丸) – mały niebieski robot przypominający ninję z symbolem półksiężyca na torsie. Stanowi połączenie dwóch Kul Karakuri – 07, aktywowanej przez Hurricane Czerwonego medalem ze znakiem 兜 (hełm) i zawierającej górną część korpusu), oraz kuli 08, aktywowanej przez Kabuto Raigera medalem ze znakiem 拳 (pięść) i zawierającej nogi. Fūraimaru służy do połączenia Senpūjina i Gōraijina w Gōraisenpūjina. Jego górny korpus stanowi nowy hełm dla formacji, a nogi tworzą pięści.
- Karakuri Mantle (jap. カラクリマント Karakuri Manto)
- Spin Bee (jap. スピンビー Supin Bī)
- Kabuto Spear (jap. カブトスピア Kabuto Supia)
- Catch Spider (jap. キャッチスパイダー Kyatchi Supaidā)
- Karakuri Stamp (jap. カラクリスタンプ Karakuri Sutanpu)
- Pitatto Hitode (jap. ピタットヒトデ)
- Tricondor (jap. トライコンドル Toraikondoru) – biała maszyna w kształcie ptaka, która stanowi połączenie trzech Kul Karakuri – 15, aktywowanej przez Shurikengera medalem ze znakiem 角 (róg) i stanowiącej ogon formacji, kuli 16, aktywowanej przez Hurricane Czerwonego medalem ze znakiem 冠 (korona) i stanowiącej głowę i ciało, oraz kuli 17, aktywowanej przez Kabuto Raigera medalem ze znakiem 爪 (pazur) i stanowiącej skrzydła. Tricondor służy połączeniu Senpūjina, Gōraijina i Tenkūjina w Tenraisenpūjina. Ogon i ciało tworzą nowy hełm, zaś skrzydła nowe pięści.

## Jakanja
Kosmiczni Ninja Jakanja (jap. 宇宙忍群ジャカンジャ Uchūningun Jakanja) to antagoniści w serialu, będącymi kosmitami, którzy chcą posiąść siłę najczystszego zła i w konsekwencji zniszczyć wszechświat. Po wymordowaniu uczniów szkół Hayate i Ikazuchi, kosmici postanowili siać terror i zniszczenie na Ziemi.
- Tau Zanto (jap. タウ・ザント) – lider Jakanjy, zły mistrz ninja będący kosmitą przypominającym wija.
- Flybeejo (jap. フラビージョ Furabījo)
- Chuuzubou (jap. チュウズボー)
- Manmaruba (jap. マンマルバ)
- Wendienne (jap. ウェンディーヌ Uendīnu)
- Sargain (jap. サーガイン Sāgain)
- Satarakura (jap. サタラクラ)
- Sundarl (jap. サンダール Sandaaru)
- Magerappa (jap. マゲラッパ)

## Obsada
- Shun Shioya – Yōsuke Shiina / Hurricane Czerwony
- Nao Nagasawa – Nanami Nono / Hurricane Niebieska
- Kōhei Yamamoto – Kōta Bitō / Hurricane Żółty
- Yūjirō Shirakawa – Ikkō Kasumi / Kabuto Raiger
- Nobuo Kyō – Isshū Kasumi / Kuwaga Raiger
- Shōko Takada – Oboro Hinata
- Ken Nishida – Mugensai Hinata
- Taiki Matsuno – Shurikenger (głos)
- Kiyoyuki Yanada – Tau Zanto (głos)
- Azusa Yamamoto – Flybeejo
- Daisuke Gōri – Chūzubo (głos)
- Takahiro Imamura – Manmaruba (głos)
- Mio Fukuzumi – Wendienne
- Yoshinori Okamoto – Sargain (głos)
- Bin Shimada – Satarakura (głos)
- Shūichi Ikeda – Sundarl (głos)
- Hiroshi Teruya – Futoshi Hase
- Hitomi Miwa – Gozen

### Aktorzy kostiumowi
- Hirofumi Fukuzawa –
  - Hurricane Czerwony,
  - Gōraijin
- Yuki Ono – Hurricane Niebieska
- Nao Nagasawa – Hurricane Niebieska
- Yasuhiro Takeuchi – Hurricane Żółty
- Yūichi Hachisuka –
  - Hurricane Żółty,
  - Chūzubo,
  - Manmaruda,
  - Sundarl
- Masashi Shirai – Hurricane Żółty
- Hideaki Kusaka –
  - Kabuto Raiger,
  - Senpūjin / Gōraisenpūjin / Tenraisenpūjin
- Yasuhiko Imai – Kuwaga Raiger
- Kōji Mimura –
  - Shurikenger,
  - Tenkūjin
- Takahiro Imamura – Manmaruba
- Yoshinori Okamoto – Sargain
- Shōma Kai – Satarakura

Źródło:

## Muzyka
Opening
- "Hurricaneger Sanjō!" (jap. ハリケンジャー参上！ Harikenjā Sanjō!)

Słowa: Neko Oikawa
Kompozycja i aranżacja: Takeshi Ike
Wykonanie: Hideaki Takatori
Ending
- "Ima, Kaze no Naka de" (jap. いま,風のなかで)

Słowa i kompozycja: Hideaki Takatori
Aranżacja: Hiromasa Kagoshima
Wykonanie: Hironobu Kageyama